# Monodesmus inermis
Monodesmus inermis är en skalbaggsart som beskrevs av Maria Helena M. Galileo 1987. Monodesmus inermis ingår i släktet Monodesmus och familjen långhorningar. Inga underarter finns listade i Catalogue of Life.